# Copa Tocantins
La Copa Tocantins fue el torneo de copa de fútbol del estado de Tocantins en el que participaban los equipos pertenecientes al estado.

## Historia
La copa fue creada en 1993 luego de la creación de la Federación Tocantinense de Fútbol en donde el ganador de la copa obtenía la clasificación a la Copa de Brasil.
Tras seis ediciones la copa desaparece en 1999 tras una reunión del Consejo Técnico de la Federación Tocantinense que decidió unificar la copa con el campeonato estatal.

## Ediciones anteriores
| Edición | Año  | Campeón            | Finalista      |
| ------- | ---- | ------------------ | -------------- |
| 1.ª     | 1993 | Kaburé             | Intercap       |
| 2.ª     | 1994 | Kaburé             | Tocantinópolis |
| 3.ª     | 1995 | União Araguainense | Gurupi         |
| 4.ª     | 1996 | Kaburé             | Tocantinópolis |
| 5.ª     | 1997 | Alvorada           | Tocantinópolis |
| 6.ª     | 1998 | Interporto         | desconocido    |

## Títulos por equipo
| Club               | Ciudad               | Títulos              | Subtítulos           |
| ------------------ | -------------------- | -------------------- | -------------------- |
| Kaburé             | Colinas do Tocantins | 3 (1993, 1994, 1996) | 0                    |
| Alvorada           | Alvorada             | 1 (1997)             | 0                    |
| Interporto         | Porto Nacional       | 1 (1998)             | 0                    |
| União Araguainense | Araguaína            | 1 (1995)             | 0                    |
| Tocantinópolis     | Tocantinópolis       | 0                    | 3 (1994, 1996, 1997) |
| Intercap           | Paraíso do Tocantins | 0                    | 1 (1993)             |
| Gurupi             | Gurupi               | 0                    | 1 (1995)             |